# جيمس ماكدير
القس جيمس كانون ماكدير (بالإنجليزية: James Canon McDyer)، (ولد في: 1910، توفي في: 1987) كاهن كاثوليكي وناشط من أجل حقوق المناطق الريفية المحرومة والمتخلفة في أيرلندا.

## السيرة الذاتية
ولد كانون ماكدير في كيلرين في جلنتيز التابعة لمقاطعة دونيجال في 14 سبتمبر 1910، في عائلة مكونة من سبعة أطفال وكان أصغرهم. درس ماكدير في مدرسة غلينتيز الوطنية قبل التحاقه بكلية سانت يونان في ليتركيني. في عام 1930 التحق بكلية سانت باتريك في ماينوث لدراسة الكهنوت وتم تعيينه في 20 يونيو 1937. عمل كاهنًا في لندن خلال غارة واندسورث وفي كنت، عاد إلى دونيجال في جزيرة توري من عام 1947.
في عام 1951 تم تعيين ماكدير في جلينكولمسيل في غايلتاشت دونيجال، حيث قام بتطوير مرافق المجتمع المدنية في الوقت الذي لم يكن في المنطقة كهرباء، ودعم المبادرات لوقف تدهور المنطقة من خلال تطوير الصناعات المحلية والقرية الشعبية والمتحف. تقاعد في عام 1986، وتوفي في العام التالي في 25 نوفمبر 1987 وهو نائم.